# Otro
Otro war ein Volumen- und Flüssigkeitsmaß auf Korsika. Der Größe nach war es dem Maß Soma (Saum, Sauma, Sohm) gleich.
- 1 Otro = 6 Zucche = 15,8 Liter